# Phlojodicarpus sibiricus
Phlojodicarpus sibiricus är en flockblommig växtart som först beskrevs av Franz Stephani och Spreng., och fick sitt nu gällande namn av Koso-pol. Phlojodicarpus sibiricus ingår i släktet Phlojodicarpus och familjen flockblommiga växter. Inga underarter finns listade i Catalogue of Life.